# Harmonieorkest St. Michaël Thorn
Harmonie St. Michaël van Thorn (St. Michael Thorn Wind Orchestra), ook bekend als de geiten van Thorn, is een harmonieorkest opgericht in 1863 in Thorn, Nederland.

## Ontstaan
De wortels van Harmonie St. Michaël van Thorn gaan terug tot eind jaren dertig van de negentiende eeuw. In dat jaar werd de eerste Thornse harmonie opgericht. Nadat in 1839 duidelijk werd dat Limburg een Nederlandse provincie wordt, vraagt een harmonie onder de naam ‘Philharmonisch Gezelschap’ rond de jaarwisseling van 1840-1841 een startsubsidie aan bij de gouverneur van de Koning. De toenmalige districtscommissaris in Roermond adviseert een subsidie van 100 gulden toe te kennen om deze ‘opkomende harmonie’ op gang te helpen. Op 8 mei 1841 tekent Koning Willem I dit besluit.
Na een kwart eeuw valt dit Philharmonisch Gezelschap in 1862 door interne strubbelingen uiteen. “Uit de in 1862 ontbonden vereniging zijn in 1863 twee nieuwe muziekgezelschappen ontstaan..”, schrijft de toenmalige officier van Justitie van Roermond in 1889 na een ambtelijk onderzoek uitgevoerd in opdracht van de Procureur Generaal in Den Bosch ter opheldering van de oprichtingsdatum van deze eerste Thornse harmonie. Op de fundamenten van het oude Philharmonisch Gezelschap ontstaan al snel twee nieuwe harmonieën. Het grootste deel van het oude gezelschap verenigt zich onder de naam Harmonie St. Michaël van Thorn. Het andere deel in een tweede vereniging, die vanaf 1865 Koninklijke Harmonie van Thorn ging heten.. De muzikale concurrentiestrijd die zich al snel daarna ontvouwt, stuwt beide orkesten in ruim anderhalve eeuw naar grote muzikale hoogten.

## Muzikale traditie
Sinds de splitsing in 1863 heeft Harmonie St. Michaël van Thorn zich ontwikkeld tot een symfonisch blaasorkest met internationale bekendheid. Vele concertreizen, talloze radio- en televisieopnamen en 19 cd’s en diverse lp's getuigen hiervan. Het orkest was en is te gast in alle grote Nederlandse concertzalen, onder andere in de serie ‘Symfonische Blaasmuziek’ in het Utrechtse TivoliVredenburg, de serie ‘Verrassende Ontmoetingen’ in de Concertzaal Tilburg, het Grachtenfestival Amsterdam, concertseries met talentvolle zangers van Opera Studio Amsterdam en in 2019 in de concertserie ‘Marching & Breakin’ in cross over met slagwerk en dans. 
Naast concertseries in Nederland ondernam het orkest ook concerten en reizen naar andere Europese landen waaronder Oostenrijk, Spanje, Duitsland, Frankrijk, Zwitserland, België en Luxemburg. Aan deze optredens lag een vernieuwende repertoirekeuze en een grensverleggend musiceren ten grondslag. Internationale concerten waren er onder andere als vertegenwoordiger van Nederland op het festival voor moderne blaasmuziek te Uster (Zwitserland), het European Wind Band Festival te Londen (1987), tijdens de conferenties van de World Association for Symphonic Bands and Ensembles (WASBE) (1985, 1997 en 2017). Ook was het orkest elf keer te horen op het Wereldmuziekconcours festival in Kerkrade: als gastorkest (1985, 1989, 2001, 2022) of deelnemer aan de wedstrijden (1958, 1970, 1974, 1991, 1993, 1999 en 2011), waarvan vier keer als winnaar. In 2018 vertegenwoordigde Harmonie St. Michaël met succes als winnaar Nederland op het European Championship for Wind Orchestras (ECWO) te Brussel.

## Repertoire
In de repertoirekeuze streeft het orkest naar evenwicht tussen composities voor harmonieorkest, transcripties van symfonisch repertoire en cross overs met andere genres. De samenwerking met componisten, solisten en koren vormen belangrijke pijlers in de programmering. Naast bewerkingen van groot symfonisch repertoire  worden composities voor harmonieorkest geprogrammeerd van Nederlandse componisten zoals Johan de Meij, Hardy Mertens Jochem Slothouwer, Henk Badings, Robert Heppener, Jurriaan Andriessen, Bernard van Beurden, Marc van Delft en Henk Alkema, maar ook van vermaarde buitenlandse componisten zoals Karel Husa, Günther Schuller, Václav Nelhýbel, Vincent Persichetti, Alfred Reed, Jacqueline Fontyn, Jean Absil, Willem Kersters, Florent Schmitt, Amando Blanquer Ponsoda, Kenjiro Urata en Ida Gotkovsky. Het orkest verstrekt of ondersteunt regelmatig compositie-opdrachten aan hedendaagse componisten uit de blaasmuziek zoals Johan de Meij, Marc van Delft, Arend Bruin, Christiaan Janssen en Ximo Tarin Mico en Nederlandse componisten uit de symfonische wereld waaronder Marijn Simons, Bart Visman Martijn Padding en Calliope Tsoupaki.

## Samenwerking met solisten en koren
Behalve met koren zoals het Brabant Koor, Nederlands Concertkoor, Zuid-Nederlands Concertkoor en de Mastreechter Staar en bekende ensembles zoals Calefax Rietkwintet, werkte het orkest de afgelopen decennia ook samen talloze bekende solisten, onder andere Vera Beths, Rosanne Philippens, Friederieke Saeijs, Lisanne Soeterbroek (viool), Dominique Vleeshouwers en Martin Grubinger (slagwerk), David Childs (euphonium), Jörgen van Rijen, Alexander van Beek, Christian Lindberg, Ivan Meylemans (trombone), Raoul Stefani Huub Claessens (bariton), Peter Gijsbertsen (tenor), Francis van Broekhuizen, Marina Zyatkova, Claudia Couwenbergh, Kelly God en Marianne Kweksilber (sopraan), Barbara Kozelj, Karin Strobos en Margreth Beunders (mezzosopraan), Patrick Schramm (bas), Rian de Waal en Robert Groslot (piano), André Heuvelman en Peter Masseurs (trompet), Johan van der Linden en Norbert Nozy (saxofoon), Godfried Hoogeveen en Roeland Duyne (cello).  

## Muziekwedstrijden
Door grensverleggende programmering en de hoge kwaliteit van musiceren heeft Harmonie St. Michaël niet alleen tijdens concerten, maar ook tijdens muziekwedstrijden een muzikale reputatie opgebouwd. Het orkest nam in ruim anderhalve eeuw gemiddeld één keer in de vijf jaar deel aan een (inter)nationale muziekwedstrijd. Dat gebeurde in 1886, 1887, 1891, 1901, 1907, 1910, 1913, 1920, 1922, 1930, 1934, 1955, 1956, 1958, 1964, 1968, 1970, 1974, 1980, 1981, 1986, 1987, 1991, 1993, 1999, 2006, 2011, 2016, 2018. Zo behaalde het orkest op de internationale wedstrijden (1958, 1974, 1991, 1993, 1999) van het Wereldmuziek Concours (WMC) te Kerkrade de hoogste internationale onderscheiding. Tijdens het European Wind Band Festival in Londen (1987) en het European Contest for Wind Orchestra (ECWO) (2018) werd het orkest Europees kampioen. 

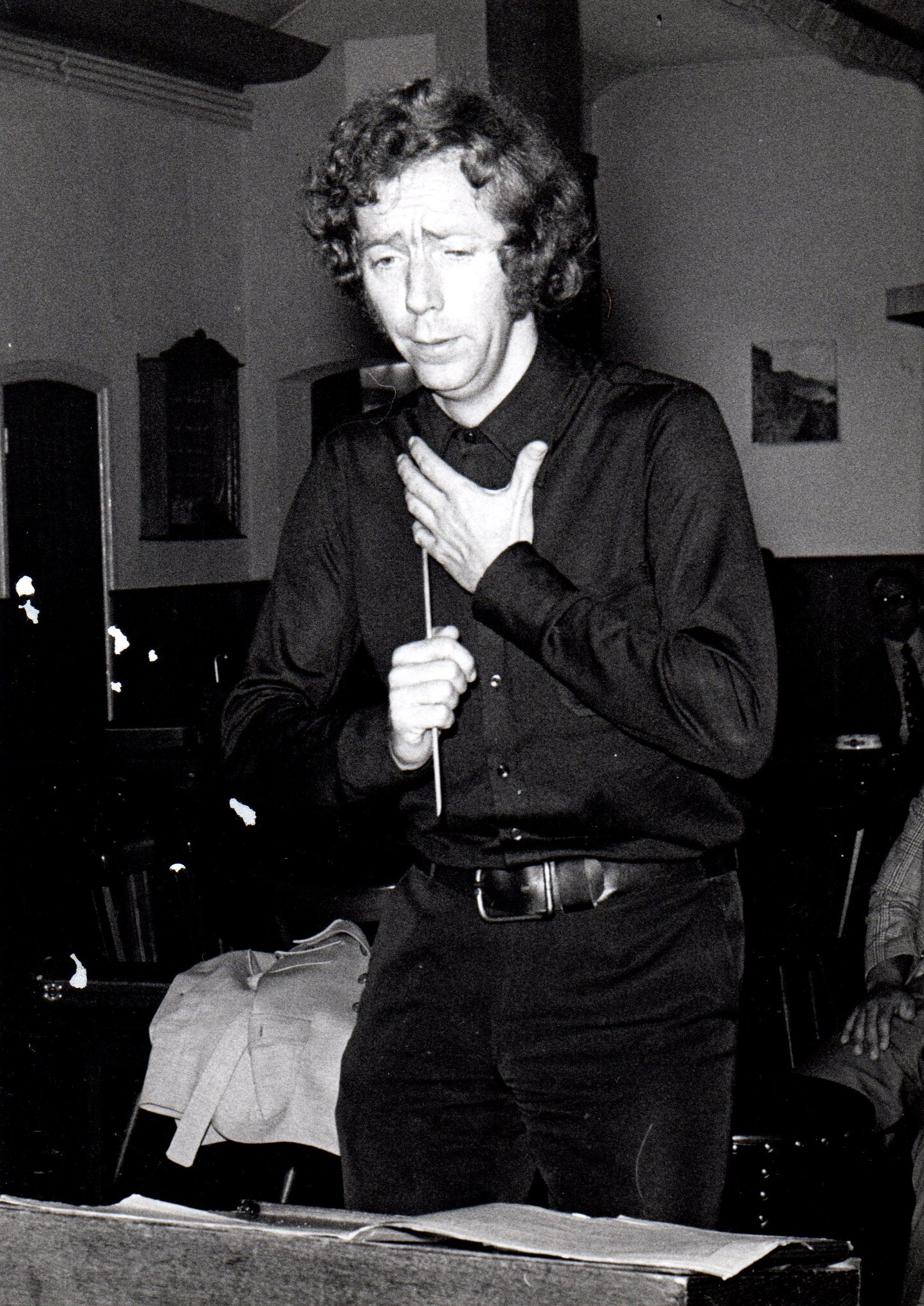
Heinz Friesen leidde Harmonie St. Michaël van Thorn tussen 1970 en 1974 en in de periode 1985-2013

## Dirigenten

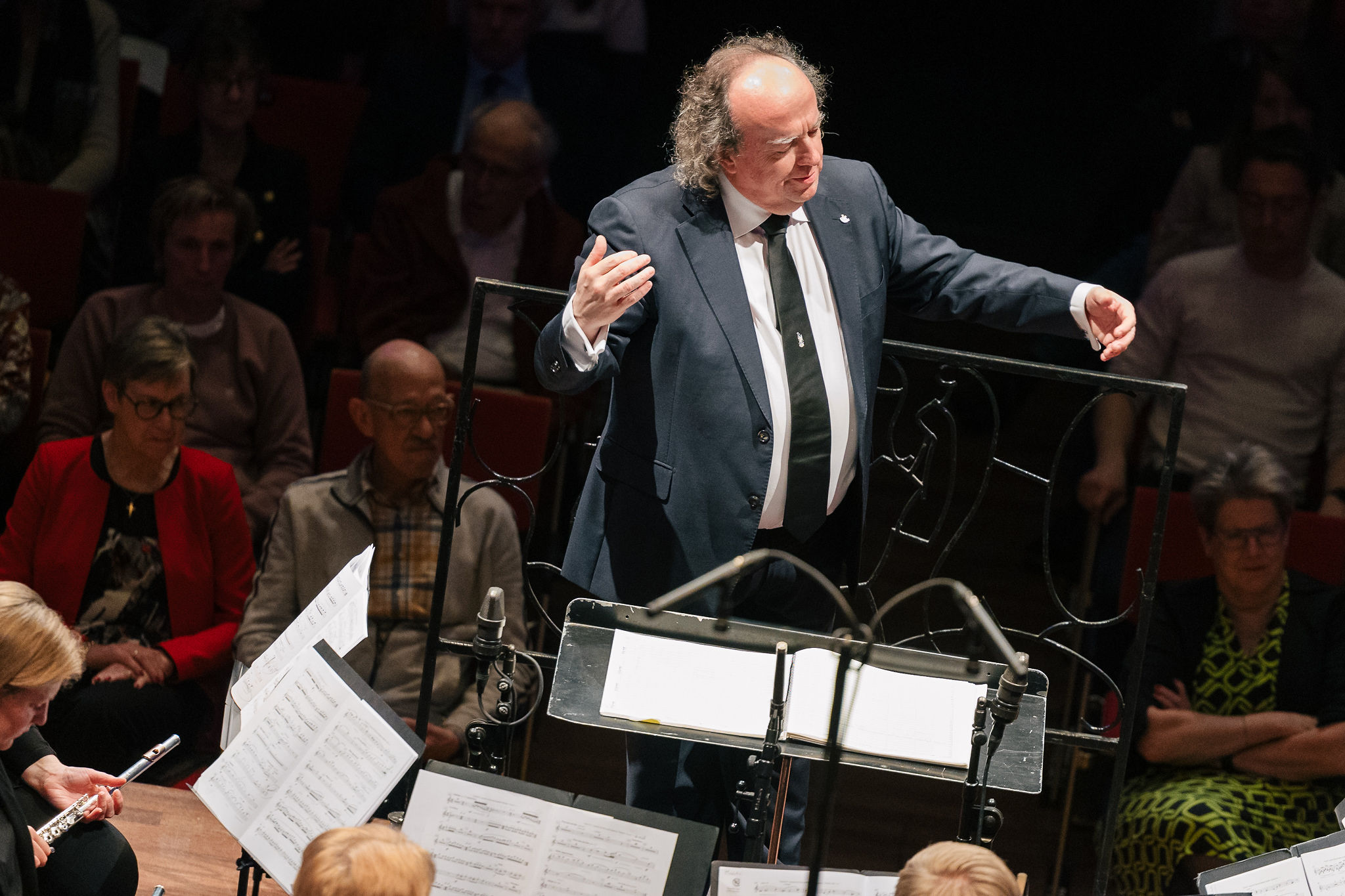
Ivan Meylemans: tussen 2005 en 2013 vaste gastdirigent van St. Michaël en sinds 2013 chef-dirigent van het orkest.

Chef-dirigenten: Ivan Meylemans (2013-heden), Heinz Friesen (1985-2013), Norbert Nozy (1983-1985), Walter Boeykens (1976-1983), Hennie Ramaekers (1974-1976), Heinz Friesen (1970-1974), Alphons van Acht (1951-1970), Leon van Acht (1919-1951), Alphons Dreissen (1913-1919), Jan Dreissen (1875-1919), Christoffel Schmitz (1863-1875). 
Tweede dirigenten: Erik Somers (2001-heden), Jos van de Braak (1985-2000); Henri Adams (1985-1987); Jan Vossen (1970-1976); Leo Stratermans (1977-1979);  Leon Adams (1961-1969); Theo Beunen (1922-1951).

## Orkestbezetting
Tijdens concerten bestaat de standaardbezetting van het orkest uit 5 fluiten/piccolo’s, 4 (alt)hobo’s, 16 klarinetten, esklarinet, 4 altsaxen, 3 tenorsaxen, 1 baritonsax, 3 fagotten, 1 contrafagot, 2 basklarinetten, 2 contrabassen, 6 hoorns, 5 trombones, 6 trompetten, 3 euphoniums, 3 bastuba’s en 5 slagwerkers. Afhankelijk van de programmering wordt de bezetting uitgebreid met celli, harp, en piano/celesta.

## Cd/dvd/lp
Diverse buitenlandse en vrijwel alle Nederlandse omroeporganisaties maakten concertregistraties van het orkest. Veel live-opnamen zijn uitgebracht op 19 cd's die ook op Spotify of YouTube te beluisteren zijn.
| Jaar | Titel                         | Dirigent         |     | Composities                                                                                          | Composities                                                                                                 | Composities                                                                                          | Composities                                                                                          |
| 2022 | Shaffy & Brass                | Ivan Meylemans   |     | Liedjes van Ramses Shaffy, m.m.v. chansonnière Micheline Van Hautem                                  | Liedjes van Ramses Shaffy, m.m.v. chansonnière Micheline Van Hautem                                         | Liedjes van Ramses Shaffy, m.m.v. chansonnière Micheline Van Hautem                                  | Liedjes van Ramses Shaffy, m.m.v. chansonnière Micheline Van Hautem                                  |
| 2021 | Remembrance (4cd)             | Heinz Friesen    | cd1 | Jules Massenet Ballet music from 'Le Cid'                                                            | Kurt Weill – Violin Concerto (Vera Beths, violin)                                                           | Dimitri Shostakovich Symphony No. 9                                                                  | Camille Saint-Saëns Pas Redoublé                                                                     |
|      |                               |                  | cd2 | Mikhail Glinka - Kamarinskaya                                                                        | Alexander Arutiunian - Trumpet Concerto (Peter Masseurs, trumpet)                                           | Modest Mussorgsky Pictures at an exhibition                                                          | |
|      |                               |                  | cd3 | Amando Blanquer Entornos                                                                             | Bernard van Beurden La Messe. (Marjanne Kweksilber, soprano; Miny Dekkers, accordeon; Taco Kooistra, cello) | Salvador Brotons Rebroll                                                                             | |
|      |                               |                  | cd4 | Martin Ellerby – Paris Sketches                                                                      | Jacqueline Fontyn Crénaux                                                                                   | Don Gillis Symphony 5 ½                                                                              | |
| 2019 | Celebration (2cd)             | Ivan Meylemans   | cd1 | John Mackey The Frozen Cathedral                                                                     | Ida Gotkovsky Poeme du Feu                                                                                  | Marco Pütz Time for Outrage                                                                          | |
|      |                               |                  | cd2 | Florent Schmitt Dionysiaques                                                                         | Bart Piqueur Mutations                                                                                      | Ottorino Respighi Roman festivals                                                                    | |
| 2019 | Return to Middle Earth        | Ivan Meylemans   |     | Johan de Meij – Symphony no. 5 ‘Return to Middle Earth’, Claudia Cauwenbergh, soprano & Brabant Koor | Johan de Meij – Symphony no. 5 ‘Return to Middle Earth’, Claudia Cauwenbergh, soprano & Brabant Koor        | Johan de Meij – Symphony no. 5 ‘Return to Middle Earth’, Claudia Cauwenbergh, soprano & Brabant Koor | Johan de Meij – Symphony no. 5 ‘Return to Middle Earth’, Claudia Cauwenbergh, soprano & Brabant Koor |
| 2011 | Persistent Winds              | Ivan Meylemans   |     | Jean Absil Rites                                                                                     | Maurice Hamers El Conquistador (Falco Hönisch, baritone)                                                    | Erkki-Sven Tüür In the memory of Claer Water                                                         | Ida Gotkovsky Symfonie Brillante                                                                     |
| 2013 | Cosmic Wings (cd/dvd)         | Henrie Adams     |     | Johan de Meij Symphony no. 3 ‘Planet Earth’ (Brabant Koor)                                           | Johan de Meij Symphony no. 3 ‘Planet Earth’ (Brabant Koor)                                                  | Johan de Meij Symphony no. 3 ‘Planet Earth’ (Brabant Koor)                                           | Johan de Meij Symphony no. 3 ‘Planet Earth’ (Brabant Koor)                                           |
| 2006 | Contemprary & Romantic Heroes | Heinz Friesen    |     | Maurice Ravel Feria, Rhapsodie Espagnole                                                             | Jun Nagao Die Heldenzeit (Koen Maas, alto saxophone)                                                        | Pyotr Ilyich Tchaikovsky- Romeo & Juliet, Fantasy Overture                                           | |
| 1999 | Contrasts                     | Heinz Friesen    |     | Martin Ellerby Paris Sketches                                                                        | Amando Blanquer Gloses II                                                                                   | Claude Debussy Prelude a l’apres midi d’un faune                                                     | Sergei Prokofiev Scythian Suite                                                                      |
| 1999 | Colours (2cd)                 | Heinz Friesen    | cd1 | Nicolai-Rimsky Korsakov Cappriccio Espagnol                                                          | Modest Mussorgsky- Songs and Dances of Death (Margareth Beunders, alto)                                     | Sergei Prokofiev- The Battle on ice, from Alexander Nevsky Cantata (Brabant Koor)                    | |
|      |                               |                  | cd2 | Manuel de Fall- Nights in the Gardens of Spain (Eliane Rodriques, piano)                             | Ida Gotkovsky Concerto for saxophone and Wind Orchestra (Norbert Nozy, saxophone)                           | | |
| 1998 | Percussion of St. Michael     | Jo Zinzen        |     | Vincent Cox The big Earthquake                                                                       | Gian Prince Landscapes                                                                                      | Leon Camp Chinese Zodiac Percussion                                                                  | |
| 1997 | St. Michael meets De Meij     | Heinz Friesen    |     | | Johan de Meij- Symphony no. 1 ‘The Lord of the Rings’                                                       | Johan de Meij- T-bone Concerto, Christian Lindberg, trombone                                         | |
| 1994 | Ameriques & Dionysiaques      | Heinz Friesen    |     | Edgar Varese Ameriques                                                                               | Amando Blanquer Gloses II                                                                                   | Florent Schmitt Dionysiaques                                                                         | Dimitri Kabalevsky Overture Colas Breugnon                                                           |
| 1993 | The winning concert (WMC)     | Heinz Friesen    |     | Alfred Reed- Symphony no. 4                                                                          | Richard Strauss- Tod und Verklärung                                                                         | Pjotr-Iljitch Tchaikovsky-Cappriccio Italien                                                         | |
| 1991 | American Music                | Heinz Friesen    |     | George Gershwin Rhapsodie in Blue (Rian de Waal, piano)                                              | Don Gillis Symphony 5 ½                                                                                     | Jerry Billik. Concertino for saxophone and Wind Orchestra Norbert Nozy, alto saxophone               | Vincent Persichetti Parable for Wind Orchestra                                                       |
| 1978 | Harmonie St. Michaël          | Walter Boeykens  | lp  | Jules Massenet Scenes Alsasiennes                                                                    | Benedetto Marcello Oboe Concerto in C Minor Henny van Dooren, oboe                                          | Nikolai Rimsky Korsakov Flight of the Bumblebee                                                      | Aram Katchturian Lesghinka                                                                           |
| 1974 | The Winning Concert (WMC)     | Heinz Friesen    | lp  | Haydn Wood The Seafarer                                                                              | Hector Berlioz Ouverture Benvenuto Cellini                                                                  | Jean Absil Rites                                                                                     | Manuel de Falla Dance Rituelle du Feu                                                                |
| 1962 | Famous Marches                | Alphons van Acht | lp  | 1. Mars der Medici 2. Punjaub                                                                        | 3. Hands across the sea 4. Kaukasus Grenadier 5. Koburger Mars                                              | 4. Heil Europa 5. Washington Greys 6. The vanished Army                                              | Overture la Muette di portici                                                                        |

## Vereniging en bestuur
Missie
De vereniging Harmonie St. Michaël bestaat tegenwoordig uit 250 leden waarvan er 125 muzikaal actief zijn in verschillende muzikale geledingen. De overige leden steunen de vereniging financieel en als vrijwilliger. Muziekeducatie en talentontwikkeling vormen een belangrijk onderdeel van de verenigingsactiviteiten met als kernstreven om het rijke culturele erfgoed, in het bijzonder de actieve muziekbeoefening in symfonische blaasmuziek, in samenwerking met verschillende muzikale partners op een zo hoog mogelijk niveau te beoefenen en via concerten, audio- en videoproducten uit te dragen en door te geven aan volgende generaties.
Organisatie en bestuur
In de organisatie staat het harmonieorkest centraal. Daaromheen functioneert een gedifferentieerd palet van ondersteunende muzikale geledingen en uitingsvormen: de slagwerkgroep, een startersorkest, het midden-orkest, kamermuziekensembles en een blaaskapel. Om het muziek in al deze geledingen mogelijk te maken is er een aantal commissies en teams van vrijwilligers actief: artistiek team orkest, team muziekeducatie en opleiding, team financiën en sponsoring, team public relations, team logistiek en het team verenigingsactiviteiten en projectorganisatie. De teams functioneren onder verantwoordelijkheid van het bestuur. Het bestuur wordt ondersteund door vrijwilligers in (zelfstandige) Stichtingen die zich inzetten voor Harmonie St. Michaël waaronder de Stichting Huisvesting, Vereniging Damescomité, Stichting Myouthic, Vereniging van Vrienden en Stichting Grachtenfestival a/d Maas.
Presidenten
Irene Levels-Halkes (2020-heden), Lars Deneer (2013-2019), Maurice Wulms (2005-2013), Kees Halkes (1980-2005), Jan Hennissen (1969-1979), Leo Dijkstra (1931-1967), Mathieu Sniekers (1917-1931), Alphons van Wintershoven (1907-1916), Anton Moers (1896-1907), Johannes Tonnaer (1889-1896), Jan Sniekers (1874-1889); Jan Guillot (1866-1874), Anton Mungersdorff (1863-1866)
Vicepresidenten
Frank Crasborn (2005-heden), Mart Dijkstra (1996-2004), Theo Adams (1969-1992), Paul van de Boel (1960-1963), Johannes Geelen (1945-1954), Leo Dijkstra (1931-1932 en later president), L. van de Boel (1920-1930 en 1933-1935), G. Geelen (1900-1920), Jan Sniekers (1863-1874 en later president), Johannes Tonnaer (1874-1889 en later president).

## Publicaties
- Hans Janssen, Frank Crasborn, Jos van de Braak (1990): Van Muziekgezelschap tot symfonisch blaasorkest. Weert: Vereniging van Vrienden van Harmonie St. Michaël van Thorn. (245 pagina's).
- Jan Hennissen (2012). Drie harmonieën in Thorn in de 19e eeuw. Weert: Vereniging van Vrienden van Harmonie St. Michaël van Thorn. (172 pagina's)